# Iván Mateus
Iván Camilo Mateus Rueda (26 oktober 1993) is een Colombiaans wielrenner.

## Carrière
In 2017 behaalde Mateus zijn eerste UCI-zege door in de vijfde etappe van de Ronde van Venezuela de sprint te winnen van een groep van vier renners. Eerder die ronde was hij al tiende geworden in de openingsetappe.

## Overwinningen
2017
5e etappe Ronde van Venezuela